# Anthony Rossomando

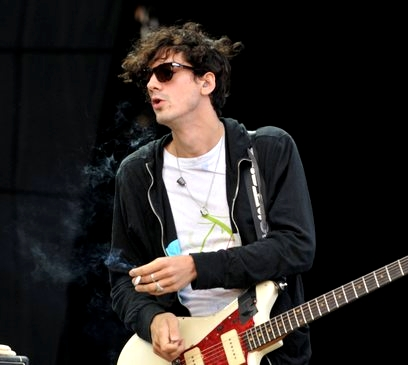
Anthony Rossomando

Anthony Pasquale Rossomando (* 21. Februar 1976 in Boston, Massachusetts) ist ein US-amerikanischer Gitarrist und Songwriter. 2019 gewann er gemeinsam mit Lady Gaga, Mark Ronson und Andrew Wyatt den Oscar in der Kategorie Bester Song für das Lied Shallow.

## Leben und Wirken
Anthony Rossomando wurde in Boston, Massachusetts, geboren und wuchs in Hamden, Connecticut, auf. In seiner Jugend spielte er Trompete in der Band J.C. Superska. Er begann zunächst ein Studium, brach dieses jedoch noch im ersten Jahr ab und zog nach Boston, wo er mit Ken Cook The Damn Personals gründete. Mit dieser Band trat er häufig in Boston, Providence und New York auf und begleitete Cave In auf eine Tour durch Europa.
2003 lernte Rossomando Carl Barât in New York kennen und erklärte sich bereit, Pete Doherty bei einer anstehenden US-Tour von The Libertines zu vertreten, zudem folgten Auftritte in London bei Top of the Pops und den Reading and Leeds Festivals. Acht Monate später schloss er sich The Libertines erneut für eine Welttournee für deren zweites Album an. Während dieser Zeit entstand die Idee, die Band Dirty Pretty Things zu gründen.
Im Mai 2006 veröffentlichten Dirty Pretty Things ihr erstes Album, Waterloo To Anywhere, welches Platz 3 der britischen Charts erreichte. Es folgte eine Tour im Vereinigten Königreich, den USA, Europa und Japan. 2010 tourte Rossomando auch gemeinsam mit den Klaxons.
Neben seiner Tätigkeit als Gitarrist und Sänger arbeitet Rossomando auch als Songwriter. Er arbeitete mit verschiedenen Künstlern zusammen, unter anderem Digitalism, Donna Missal und Ellie Goulding.
2018 schrieb Rossomando gemeinsam mit Lady Gaga, Mark Ronson und Andrew Wyatt das Lied Shallow für den Film A Star Is Born. Für das Lied gewann er einen Golden Globe in der Kategorie Bester Filmsong, einen Grammy in der Kategorie Best Song Written For Visual Media sowie einen Oscar in der Kategorie Bester Song.